# Brachypremna
Brachypremna is een muggengeslacht uit de familie van de langpootmuggen (Tipulidae).

## Soorten
- B. abitaguae Alexander, 1946
- B. angusta Alexander, 1945
- B. appendigera Alexander, 1946
- B. arajuno Alexander, 1945
- B. arcuaria Alexander, 1937
- B. arcuaria arcuaria Alexander, 1937
- B. arcuaria triangularis Alexander, 1945
- B. australis Alexander, 1923
- B. basilica Alexander, 1921
- B. brevigenua Alexander, 1945
- B. breviterebra Alexander, 1944
- B. breviventris (Wiedemann, 1821)
- B. candida Alexander, 1912
- B. candidella Alexander, 1969
- B. clymene Alexander, 1945
- B. dispellens (Walker, 1861)
- B. diversipes Alexander, 1941
- B. geijskesi Alexander, 1945
- B. illudens Alexander, 1946
- B. integristigma Alexander, 1940
- B. itatiayana Alexander, 1944
- B. karma Alexander, 1945
- B. laetiventris Alexander, 1945
- B. nigrofemorata Alexander, 1937
- B. phrixus Alexander, 1953

- B. pictipes Osten Sacken, 1888
- B. pictiventris Alexander, 1945
- B. quasimodo Alexander, 1943
- B. sappho Alexander, 1943
- B. similis Williston, 1900
- B. subevanescens Alexander, 1962
- B. subsimilis Alexander, 1921
- B. subuniformis Alexander, 1945
- B. thyestes Alexander, 1954
- B. tigriventris Alexander, 1922
- B. unicolor Osten Sacken, 1888
- B. uniformis Alexander, 1920
- B. variitibia Alexander, 1937
- B. waigeuensis Alexander, 1948
- B. williamsoni Alexander, 1912